# Zhang Ridong
Zhang Ridong (chino:张日东, 23 de febrero de 1994), es un luchador chino de lucha grecorromana. Compitió en dos campeonatos mundiales. Se clasificó en el puesto 23.º en 2015. Consiguió la medalla de bronce en campeonatos asiáticos de 2015 y 2016.  